# سنفورد (کلرادو)
سنفورد (به انگلیسی: Sanford) شهری در ایالت کلرادو کشور ایالات متحده آمریکا است که جمعیت آن در سرشماری سال ۲۰۱۰ میلادی، ۸۷۹ نفر بوده‌است.